# Humboldtstraße 21 (Weimar)

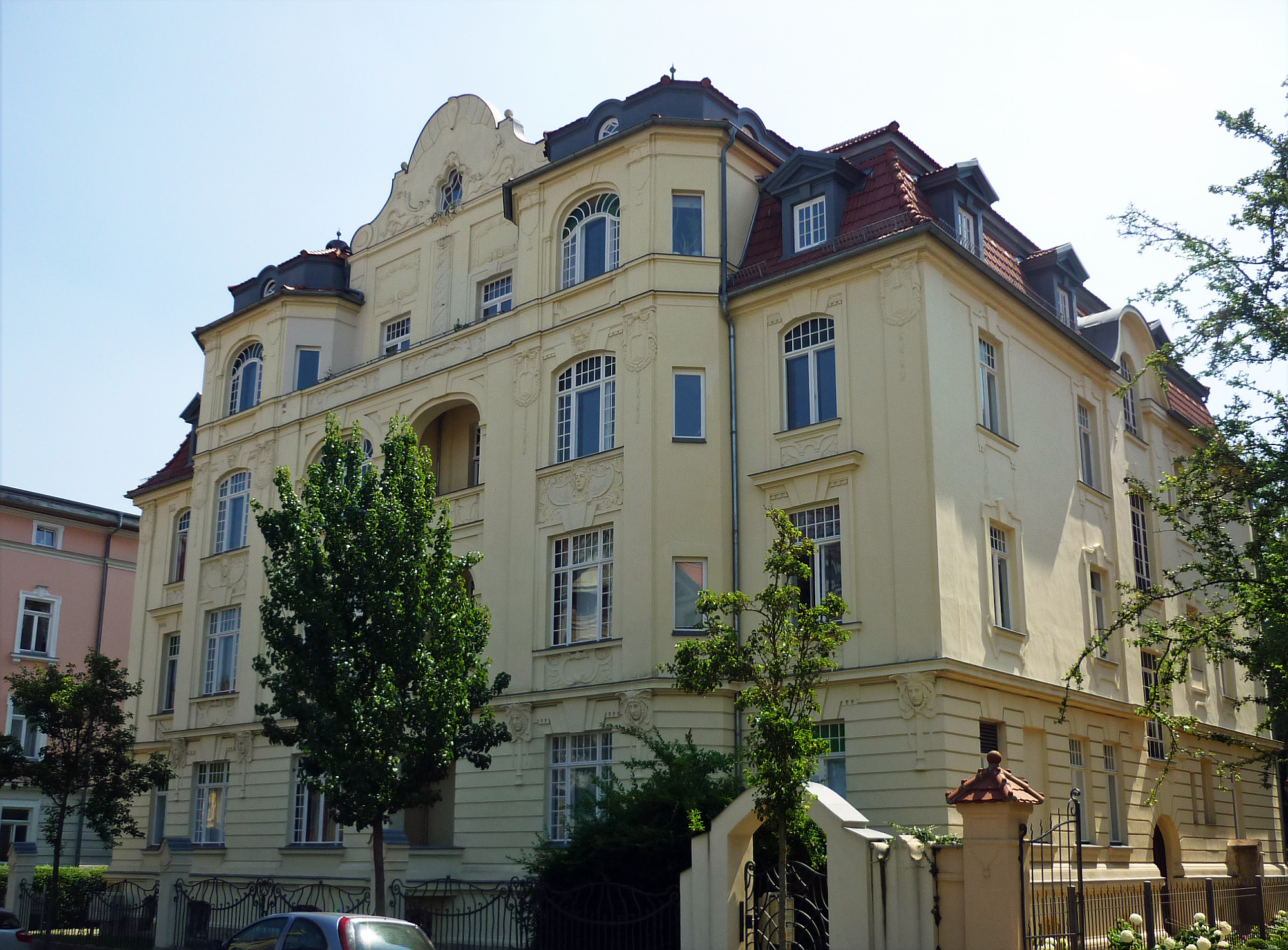
Weimar, Humboldtstraße 21/21a

Das Haus Humboldtstraße 21 war die sogenannte Villa Zapfe, die 1907 für den Architekten Rudolf Zapfe nach seinem eigenen Entwurf errichtet wurde in Weimar, Humboldtstraße 21/21a.
Im Erdgeschoss befanden sich Zapfes eigenes Büro und seine Wohnung, während die oberen Geschosse vermietet wurden.
Das viergeschossige verputzte und stuckierte repräsentative Doppelwohnhaus weist Elemente des Neobarock und des Jugendstils auf. Eine Gedenktafel für den Bauherrn wurde 1999 angebracht. Die Etagengrößen betragen ca. 350 m². Der Mittelteil tritt wuchtig aus der Front heraus. Trotzdem hat er elegante Gestaltungselemente. Bei diesem sind turmartig ein weiteres Geschoss aufgesetzt. Auch das Dachgeschoss mit Giebel ist in die Fassadengestaltung einbezogen. Selbst die Innenausstattung ist reichhaltig.
Es wird nicht nur als Wohnhaus, sondern auch gewerblich genutzt u. a. von Arztpraxen.
Das Gebäude steht auf der Liste der Kulturdenkmale in Weimar (Einzeldenkmale).